# Пушчиково
Пушчиково (пољ. Puszczykowo) град је у Пољској у Војводству великопољском. По подацима из 2012. године број становника у месту је био 9787.

## Становништво
| 2012. |
| ----- |
| 9.787 |

## Партнерски градови
- Шатожирон

- Званични веб-сајт